# Scymnus
Pour le géographe grec, voir Scymnos de Chio.
Genre
Scymnus est un genre d’insectes coléoptères prédateurs, de la famille des Coccinellidae, dont les larves et les adultes ont pour proies principalement les pucerons vivant sur les arbres fruitiers, la vigne et dans les forêts.
Selon les classifications, ce genre est classé dans la sous-famille des Scymninae ou des Coccinellinae (tribu des Scymnini dans les deux cas).

## Liste d'espèces
Selon Catalogue of Life (29 août 2014) :
- Scymnus abbreviatus
- Scymnus americanus
- Scymnus apicanus
- Scymnus apiciflavus
- Scymnus apithanus
- Scymnus aquilonarius
- Scymnus ardelio
- Scymnus aridoides
- Scymnus aridus
- Scymnus barberi
- Scymnus binotulatus
- Scymnus brullei
- Scymnus bryanti
- Scymnus caffer
- Scymnus calaveras
- Scymnus carri
- Scymnus caudalis
- Scymnus caurinus
- Scymnus cervicalis
- Scymnus circumspectus
- Scymnus cockerelli
- Scymnus compar
- Scymnus coniferarum
- Scymnus consobrinus
- Scymnus coosi
- Scymnus creperus
- Scymnus difficilis
- Scymnus dorcatomoides
- Scymnus elusivus
- Scymnus enochrus
- Scymnus erythronotum
- Scymnus falli
- Scymnus fenderi
- Scymnus festatus
- Scymnus flavescens
- Scymnus fraternus
- Scymnus garlandicus
- Scymnus gilae
- Scymnus hesperius
- Scymnus horni
- Scymnus howdeni
- Scymnus huachuca
- Scymnus hubbardi
- Scymnus humboldti
- Scymnus ignarus
- Scymnus impexus
- Scymnus impletus
- Scymnus indianensis
- Scymnus iowensis
- Scymnus jacobianus
- Scymnus kansanus
- Scymnus lacustris
- Scymnus levaillanti
- Scymnus loewii
- Scymnus louisianae
- Scymnus luctuosus
- Scymnus majus
- Scymnus marginicollis
- Scymnus margipallens
- Scymnus martini
- Scymnus mendocino
- Scymnus mimoides
- Scymnus monticola
- Scymnus mormon
- Scymnus nebulosus
- Scymnus nemorivagus
- Scymnus neomexicanus
- Scymnus nevadensis
- Scymnus nigricollis
- Scymnus notescens
- Scymnus nugator
- Scymnus nuttingi
- Scymnus ocellatus
- Scymnus opaculus
- Scymnus pacificus
- Scymnus pallens
- Scymnus papago
- Scymnus paracanus
- Scymnus pauculus
- Scymnus peninsularis
- Scymnus postpictus
- Scymnus pulvinatus
- Scymnus puncticollis
- Scymnus quadrivittatus
- Scymnus renoicus
- Scymnus rubricaudus
- Scymnus securus
- Scymnus semiruber
- Scymnus simulans
- Scymnus socer
- Scymnus solidus
- Scymnus subvillosus
- Scymnus suturalis
- Scymnus tahoensis
- Scymnus tenebricus
- Scymnus tenebrosus
- Scymnus uncinatus
- Scymnus uncus
- Scymnus utahensis
- Scymnus uteanus
- Scymnus varipes
- Scymnus vividus
- Scymnus weidti
- Scymnus wickhami
- Scymnus wingoi

Selon ITIS (29 août 2014) :
- Scymnus apiciflavus Motschulsky, 1858
- Scymnus binotulatus Boheman, 1859
- Scymnus dorcatomoides Weise, 1879
- Scymnus levaillanti Mulsant, 1850
- Scymnus margipallens (Mulsant, 1850)
- Scymnus notescens (Blackburn, 1889)
- Scymnus ocellatus Sharp, 1885
- Scymnus quadrivittatus Mulsant, 1850
- Scymnus subvillosus (Goeze, 1777)
- Scymnus uncinatus Sicard, 1924
- Scymnus varipes Blackburn, 1896
- Scymnus vividus Sharp, 1885
- sous-genre Scymnus (Pullus) Mulsant, 1846
- sous-genre Scymnus (Scymnus) Kugelann, 1794

Selon NCBI (29 août 2014) :
- Scymnus abietis
- Scymnus apetzi
- Scymnus auritus
- Scymnus coccivora
- Scymnus frontalis
- Scymnus haemorrhoidalis
- Scymnus interruptus
- Scymnus latemaculatus
- Scymnus nubilus
- Scymnus oestocraerus
- Scymnus rubromaculatus
- Scymnus subvillosus
- Scymnus suturalis